# Under the Big Black Sun
Under the Big Black Sun – trzecia płyta zespołu X wydana w czerwcu 1982 przez firmę Elektra Records.

## Lista utworów
1. "The Hungry Wolf
2. "Motel Room in My Bed
3. "Riding with Mary
4. "Come Back to Me
5. "Under the Big Black Sun
6. "Because I Do
7. "Blue Spark
8. "Dancing with Tears in My Eyes
9. "Real Child of Hell
10. "How I (Learned My Lesson)
11. "The Have Nots
12. "Riding with Mary (Single version)
13. "X Rewrites El Paso (Rehearsal)/Because I Do (TV Mix/Instrumental)
14. "Universal Corner (Live)
15. "Breathless (Single mix)
16. "How I (Learned My Lesson) (Live)

- (12-16) – bonusy dodane w czasie reedycji płyty w 2001 roku.

## Muzycy
- Exene Cervenka – wokal
- Billy Zoom – gitara
- John Doe – wokal, gitara basowa
- D.J. Bonebrake – perkusja